# マンドハイ (映画)
『マンドハイ』（原題：Мандухай сэцэн хатан）は、1988年のモンゴル映画。
15世紀にモンゴル統一に力を尽くした北元の皇后マンドハイの生涯を描いた作品で、日本で初めて公開されたモンゴル映画である。2部構成で、第1部「蒼き狼の群れ」、第2部「大草原の覇者」の邦題サブタイトルが付いている。

## キャスト
- マンドハイ：ナムスライン・ソブド
- 決められた縁談によって、顔も見ない内にマンドールと結婚する事に成った。
- マンドールの死後、彼の一族であるバトムンフ（ダヤン・ハーン）と結婚して、二人の息子を設ける。
- 長男はオイラート王に即位するが、イスメルとユンゲンに殺され、彼女も二人に仇討ちしようとして、殺された。
- イスメル：B・ダムチャー
- ダヤン・ハーンから帝位を奪おうとしてマンドハイを殺害するが、ダヤン・ハーンに返り討ちに会い、撃たれ死ぬ。
- ウヌボルト：A・オチルバト
- マンドハイの元恋人であったが、マンドハイとマンドールの縁談結婚で別れさせられた。
- マンドールの死後、次期ハーンを名乗りマンドハイに求婚するも、断られた。その後、殺される。
- マンドール・ハーン：L・ニャムスレン
- マンドハイの最初の夫にあたるハーン、知らない内にお輿入れさせられたマンドハイに同情。
- マンドハイより20歳ぐらい年上と思われる。しばらくして変死してしまう。
- ダヤン・ハーン（バトムンフ）：J・スフホヤグ
- 崩御したマンドールに代わり、ハーンに即位と同時にマンドハイと結婚。年齢はマンドールとは逆に10歳以上年下。
- イスメルとユンゲンの策略により、長男とマンドハイを失うが…仇討ちを果たす。
- ユンゲン妃：D・メンデバヤル
- イスメルとともにダヤン・ハーンを打つため、マンドハイを殺害。やはりダヤン・ハーンに打たれて死ぬ。

## スタッフ
- 監督・脚本：ベグズィン・バルジンニャム
- 原作：ナツァグドルジ・シャグダルシャブィン『賢妃 マンドハイ』（鯉渕信一訳、読売新聞社、1989年）
- 撮影：ローザンシャラビーン・シャラブドルジ
- 音楽：ナツァキーン・ジャンツャンノロブ
- 製作：ロンビーン・ゼネメルデル
- 編集：Moom